# 妹妹 (电影)
《妹妹》（英語：Sister）2018年定格动画短片，是中国导演宋思琪参加加州藝術學院实验动画项目时的毕业作品。

## 梗概
一位男子回想起1990年代与妹妹共同成长的故事。如果事情有了不同的发展，他现在的生活会是怎样？

## 奖项
影片获得多个电影节的大奖，包括奥斯卡资格赛、好莱坞短片电影节、阿斯彭短片节、奥斯丁电影节和福伊尔电影节，其中在福伊尔电影节赢得四项竞争奥斯卡最佳动画资格奖。
短片获提名安妮奖，入围2018年英国电影学院学生电影奖小名单。影片获得第92届奥斯卡金像奖最佳动画短片的提名。